# Sonate pour piano no 6 de Mozart
Pour les articles homonymes, voir Sonate pour piano (homonymie).
Durnitz
La Sonate pour piano no 6 en ré majeur « Durnitz », KV 284/205b, de Wolfgang Amadeus Mozart est une sonate pour piano composée à Munich en 1775. Elle est contemporaine de son Opéra La finta giardiniera. Son surnom est dû au baron von Dürnitz, commanditaire de l'œuvre. Ce dernier, bassoniste et claveciniste amateur, ne réussit cependant pas à interpréter l'œuvre correctement.

## Analyse
Comme la plupart des sonates en musique classique, la sonate «Durnitz» est de forme sonate.
Elle comporte trois mouvements:
1. Allegro, en ré majeur, à , 127 mesures, deux sections répétées deux fois (première section:mesures 1 à 51 et seconde section:mesures 52 à 127)
2. Rondeau en polonaise : Andante, en la majeur, à 
, 92 mesures
3. Tema con variazioni (Andante[1]), en ré majeur, à , thème et douze variations

- Durée de l'interprétation: environ 24 minutes

### 1ermouvement:Allegro
Le début du premier mouvement de cette sonate en ré majeur est très similaire aux autres sonates dans la même tonalité. Mozart a su trouver un style et une atmosphère unique pour chaque tonalité. En ré majeur, ses sonates commencent en principe par un accord arpégé et huit doubles croches qui montent vers un sommet (sol fa mi ré sol fa mi ré la). Ensuite apparaissent des octaves brisées, en croches, à la main gauche, pendant que la main droite effectue une mélodie à tendance montante, en doubles notes, qui mène à deux mesures de doubles croches. Ces dernières nous permettent de finir sur un ré blanche, première note d'une nouvelle mélodie accompagnée d'un ré répété à la main gauche en croches et d'un contre chant. S'ensuivent des octaves plaquées à la main gauche pendant que la main droite effectue des doubles croches. La modulation vers la dominante commence alors avec l'apparition d'un sol  (sensible de la) lors de l'exécution d'une basse d'Alberti par la main gauche agrémentée d'une mélodie principalement conjointe à la main droite.
Après un soupir, le deuxième thème commence alors, simplement accompagné par des doubles notes en croches. Puis vient un passage alternant arpèges et doubles croches à une main, puis à l'autre, apportant des modulations temporaires. La conclusion arrive enfin avec des arpèges de la majeur (puis de ré majeur, la sous-dominante) à la main droite accompagnés par des octaves montantes à la main gauche. Cette conclusion continue pour se terminer en cadence parfaite.
Le développement débute en la mineur (croisements de mains avec des changements de tonalité fréquents). Le pouce de la main droite exécute une mélodie tandis que la main gauche, montée sur la main droite en dessine une autre. Vient ensuite une période de modulation qui aboutit sur deux mesures de doubles croches menant à la réexposition du premier thème. Le second thème est lui aussi réexposé mais cette fois ci dans la tonalité de la tonique : ré majeur. La conclusion - quasiment identique à celle de la première partie - vient ensuite clore ce premier mouvement avec une cadence parfaite.

### 2emouvement:Rondeau en polonaise: Andante
Le deuxième mouvement, un Andante en la majeur, est un rondo en polonaise avec un thème comportant des tierces chromatiques. On peut distinguer deux thèmes dans ce mouvement :
1. Celui qui commence le morceau
2. Celui qui débute à la mesure 17

Tout le mouvement va principalement tourner autour de ces deux thèmes en les modifiant à chaque réexposition, sur le principe des variations. Le principal événement que l'on peut remarquer dans ce mouvement est une modulation en fa  mineur (relative mineure de La majeur) juste au milieu du morceau, ce qui apporte à la fois de la tragédie mais aussi de l'équilibre.
Premier thème :

Second thème :

### 3emouvement:Tema con variazioni
Le troisième et dernier mouvement se compose de douze variations sur un thème écrit par Mozart où presque toutes les difficultés pianistiques sont exploitées : octaves brisées, arpèges, basse d'Alberti en doubles croches, rapide exécution de tierces, triolets, etc.

#### Thème
Le tempo du thème est, selon la première édition mais pas selon l'autographe, Andante. Celui-ci comporte 16 mesures avec une reprise à la huitième et à la seizième mesure. Il commence en ré majeur et module en la majeur à la huitième mesure, pour ensuite retourner et se terminer en ré majeur. Chaque variation suivra ce modèle harmonique excepté la septième qui sera en ré mineur. En outre, il débute par une levée de deux temps.

Les dix premières variations comportent douze mesures divisées en deux sections répétées deux fois (mesures 1 à 8, mesures 9 à 12).

#### Variation I
Cette première variation est composée uniquement de triolets exécutés par la main droite. La main gauche se contente de jouer des doubles notes, posant ainsi l'harmonie.

#### Variation II
Le rythme des triolets présent dans la précédente variation est repris ici par la main gauche, qui alterne avec la main droite exécutant des rythmes binaires. Dans la deuxième partie de la variation, les rythmes sont inversées : la main droite effectue les triolets et la main gauche les doubles croches. Un dialogue s'installe donc et devient le fil conducteur.

#### Variation III
C'est la première variation réellement virtuose. La main droite joue des doubles croches pendant que la main gauche, en octaves, doubles notes ou accords, dessine une mélodie.

#### Variation IV
C'est à présent la main gauche qui va hériter des doubles croches toutes formées par groupe de huit. Un la grave est régulièrement joué et sert à relancer de manière un peu humoristique la musique. La main droite tantôt plaque des accords, tantôt imite la main gauche en doubles croches.

#### Variation V
Cette variation est plus calme et plus chantante. On retrouve véritablement la tradition classique : mélodie accompagnée par des doubles notes. Ces dernières sont jouées par la main gauche, en tierces. On notera qu'à la fin de la variation, la main gauche va temporairement interpréter la mélodie tandis que la main droite jouera les tierces.

#### Variation VI
Cette variation met en œuvre le croisement des mains : la main droite exécute toujours le même rythme (quart de soupir, trois doubles croches) et la main gauche joue des octaves dans le grave ou bien des notes seules dans l'aigu.

#### Variation VII
C'est la seule variation mineure du mouvement (en ré mineur). Elle est très simple : une mélodie chantante est accompagnée par des accords parfaits ou des octaves.

#### Variation VIII
Cette variation a un rythme d'aspect militaire.

#### Variation IX
Cette variation utilise un rythme alternatif entre les deux mains, ainsi que le contrepoint.

#### Variation X
Sur un rythme de doubles croches en octave passant d'une main à l'autre, l'autre partie se déroule un rythme simple et décidé. Commencée piano la variation monte au forte, puis décroit piano pour finir pianissimo.

#### Variation XI
La variation XI marquée Adagio cantabile est plus développée et comporte 34 mesures. Très lyrique, elle est enrichie par de nombreux ornements (trilles, roulades, appogiatures, etc).

#### Variation XII
La variation XII marquée Allegro à 
 évoque un menuet.